# اوکزتان
اکزتان (به انگلیسی: Oxetane) یک ترکیب شیمیایی است. و جرم مولی آن ۵۸٫۰۸ می‌باشد. 